# Blondel de Nesle
Pour les articles homonymes, voir Blondel et Nesle (homonymie).
Blondel de Nesle (vers 1155 - vers 1210 ; aussi appelé Blondel de Néele), poète, trouvère et seigneur du Nord de la France, identifié avec Jean I de Nesle (c. 1155 – c. 1200) ou son fils Jean II († 1239). On possède de lui vingt-quatre chansons pourvues de mélodies notées.
Ami de Gace Brulé, il jouit à son époque d'une grande notoriété : ses œuvres sont diffusées dans de nombreux manuscrits, et semblent avoir eu une influence européenne.
La légende raconte qu'il s'attache à Richard Cœur de Lion, roi d'Angleterre, devient son confident et le suit dans toutes ses expéditions. Elle cite Blondel comme un modèle de fidélité et raconte qu'après de longues recherches, il découvre la prison où Léopold V de Babenberg, duc d'Autriche, a enfermé le roi anglais, et que c'est en chantant une « romance » qu'il avait composée avec ce prince qu'il s'en fait reconnaître. L'usage du mot « romance », forme poétique et musicale en vogue au tournant des XVIIIe et XIXe siècles, indique bien qu'on est là dans une des formes de cette légende, telle qu'elle s'était développée à l'orée du romantisme.

## Le conte de Blondel
Le conte de Blondel est un conte médiéval, consacré à la quête du trouvère Blondel de son seigneur et ami, le roi d'Angleterre Richard Cœur de Lion, et à la libération du souverain.

### Contexte historique

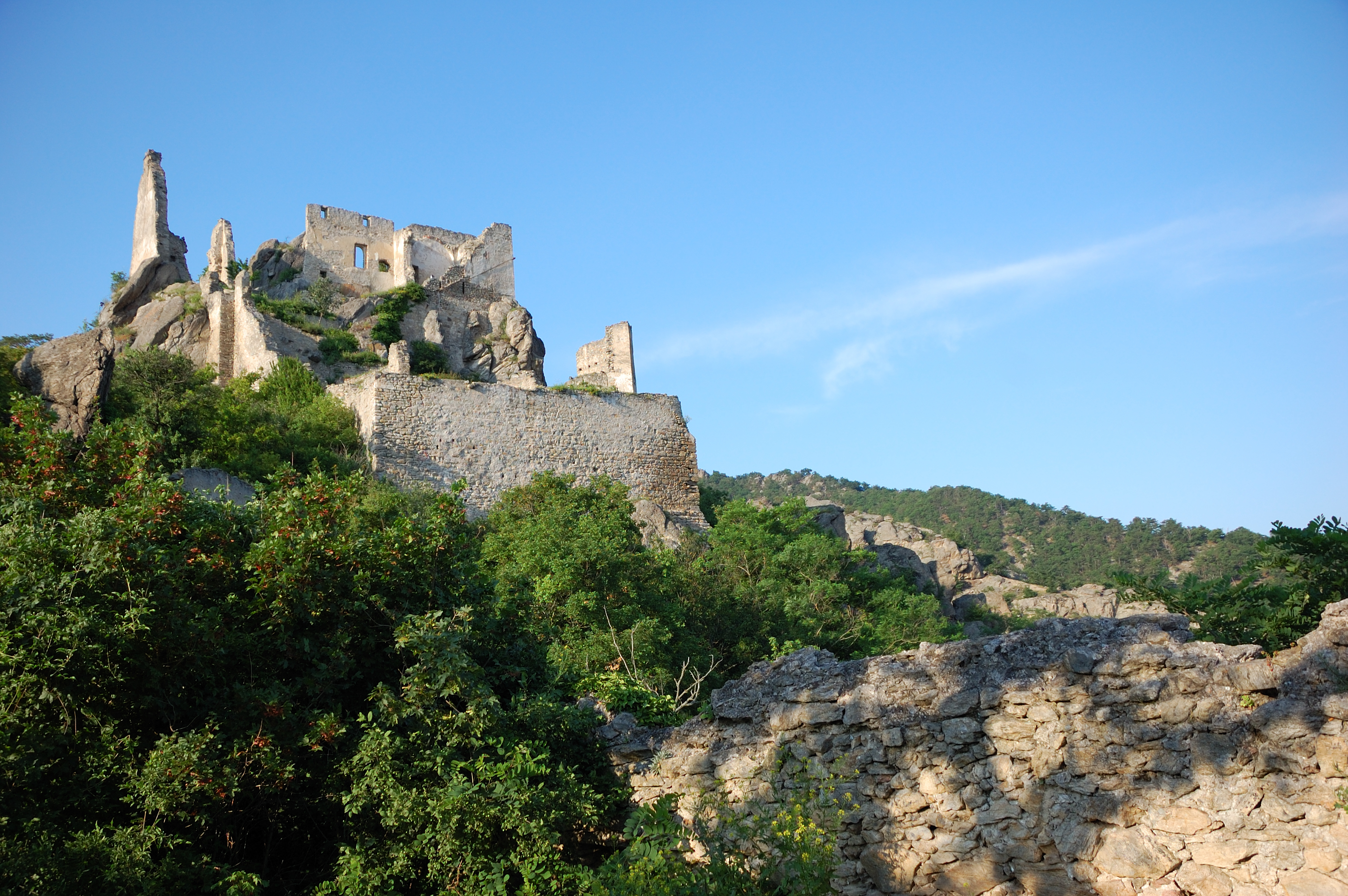
Les ruines du château de Dürnstein en Basse-Autriche.

En 1192, le roi Richard Cœur de Lion, de retour de la croisade, fait naufrage et est contraint de continuer son voyage par voie de terre. Avec peu d'accompagnants, dont le chavalier Baudouin de Béthune, il traverse les territoires du Saint-Empire pour atteindre les domaines de son beau-frère Henri le Lion en Bavière. Bien que le roi suit déguisé en marchand lors de la traversée de l'Autriche, il est capturé le 21 décembre au village d'Erdberg près de Vienne par les troupes du duc Léopold V.
Il est d'abord détenu au château de Dürnstein, malgré les protestations du pape Célestin III, avant d'être livré à l'empereur Henri VI le 25 mars 1193 à la diète de Spire. En tant que légat pontifical, William Longchamp part en Germanie pour les négociations en vue de libérer Richard, tandis que le nouvel archevêque de Cantorbéry, Hubert Walter, assure la continuité du pouvoir en Angleterre. Le roi est sans doute transféré le 31 mars au château impérial de Trifels dans la forêt du Palatinat, avant de recouvrer la liberté en 1194 contre une très forte rançon.

### Le conte

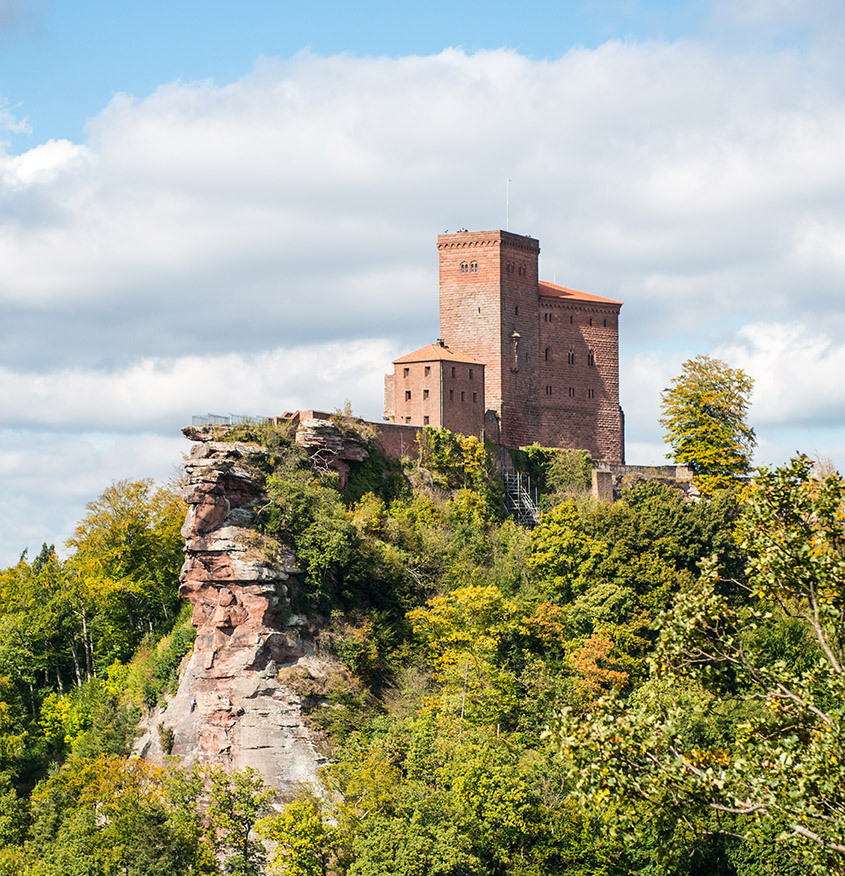
Le château fort de Trifels en forêt du Palatinat.

Le conte rapporte comment le trouvère Blondel, parti en quête de Richard Cœur de Lion, va de château en château à travers l'Allemagne. Ayant finalement retrouvé le roi prisonnier à la forteresse de Trifels, il parvient à le faire s'évader avec l'aide d’un parti d’alliés.
L’historien local Friedrich Wilhelm Hebel, dans la version modernisée qu'il a donnée de ce conte en 1912, à la grande époque de l’historicisme, décrit cet épisode de la façon suivante :
Richard Cœur de Lion au Trifels
Le roi Richard d'Angleterre, qui avait insulté la bannière de Léopold V d'Autriche sur les remparts de Ptolémaïs lors d'une croisade, fut capturé par ce dernier à son retour et conduit au château de Dürrenstein sur le Danube. Mais Henri VI était d'avis que seul un empereur pouvait incarcérer un roi, et fit conduire Cœur-de-Lion au donjon de Trifels, où il fut privé de liberté pendant dix mois.
Personne ne savait où se trouvait le héros au courage de lion. Son fidèle héraut Blondel alla chantant de château en château, pour rechercher son bon roi. Un jour il arriva devant le donjon de Trifels et entonna un chant connu de lui seul et du roi. Alors qu'il venait de finir le premier couplet, le second couplet résonna depuis la tour en réponse. « Ô Richard, ô mon roi ! », cria Blondel au solitaire.
Il se hâta de regagner la vallée et revint bientôt fort d'une cinquantaine d'hommes au Trifels, dont il s'empara malgré une vive résistance. Et bientôt le chant des amis se remit à résonner à travers les vastes salles, et on peut encore l'y entendre aujourd'hui aux heures de solitude.

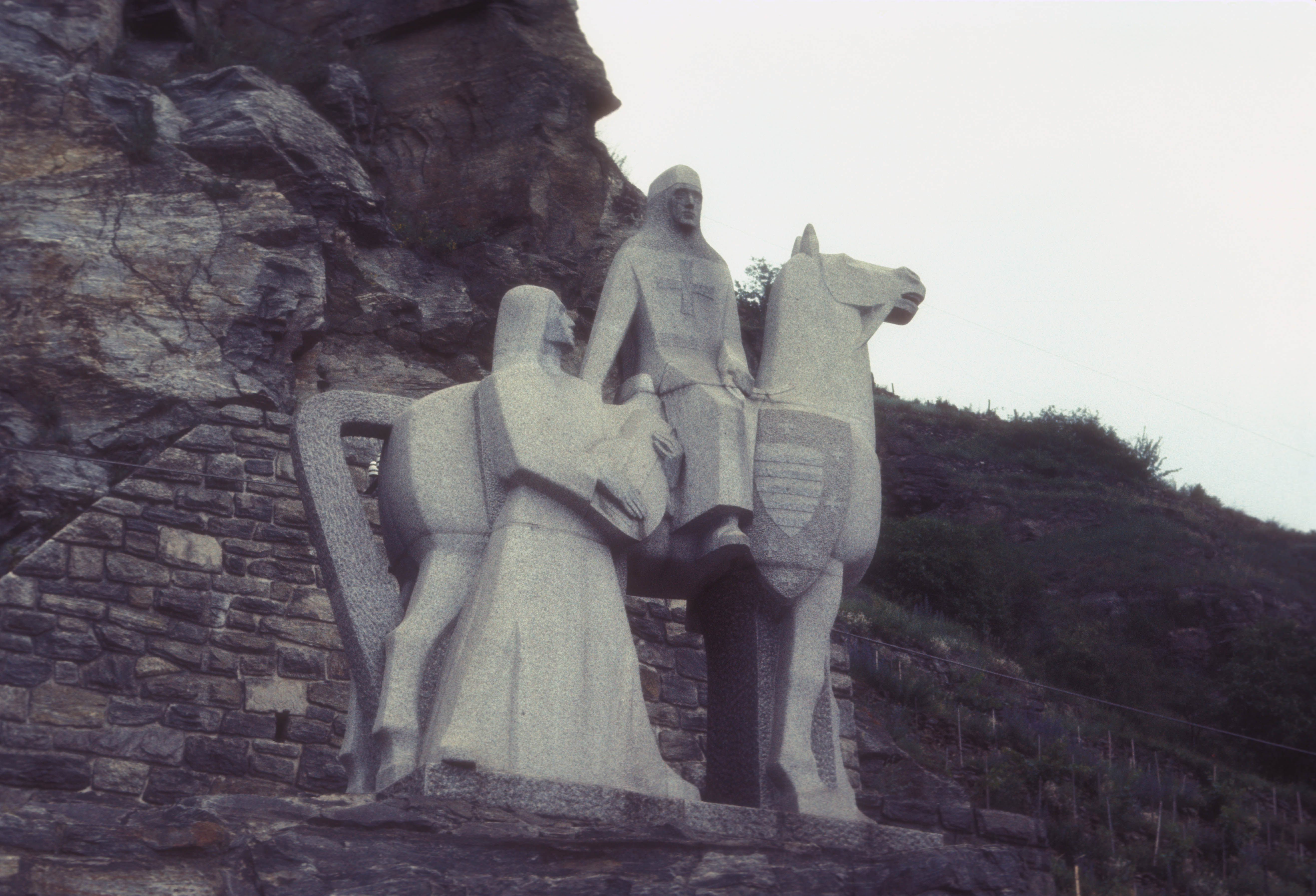
Statue de Blondel près de Dürnstein.

Ce récit, qui apparut dès le XIIIe siècle, fut embelli au fil des siècles et s'éloigna de plus en plus de l'exactitude historique. L'épisode le plus fantaisiste est celui de la prise du château : les chroniqueurs contemporains de Richard n'en parlent pas.
Le conte, dans sa forme primitive, parut vers 1260 dans les Récits d’un Ménestrel de Reims, une chronique romancée de la Croisade. On le redécouvrit vers la fin du XVIIIe siècle, et il devint célèbre avec l’opéra Richard Cœur de Lion de Grétry (1784).
Il existe en Autriche une histoire similaire à propos du château de Dürnstein, où Richard Cœur de Lion fut détenu avant son transfert au château de Trifels, mais il n'y est pas question d'un coup de force pour le libérer.

### Postérité littéraire

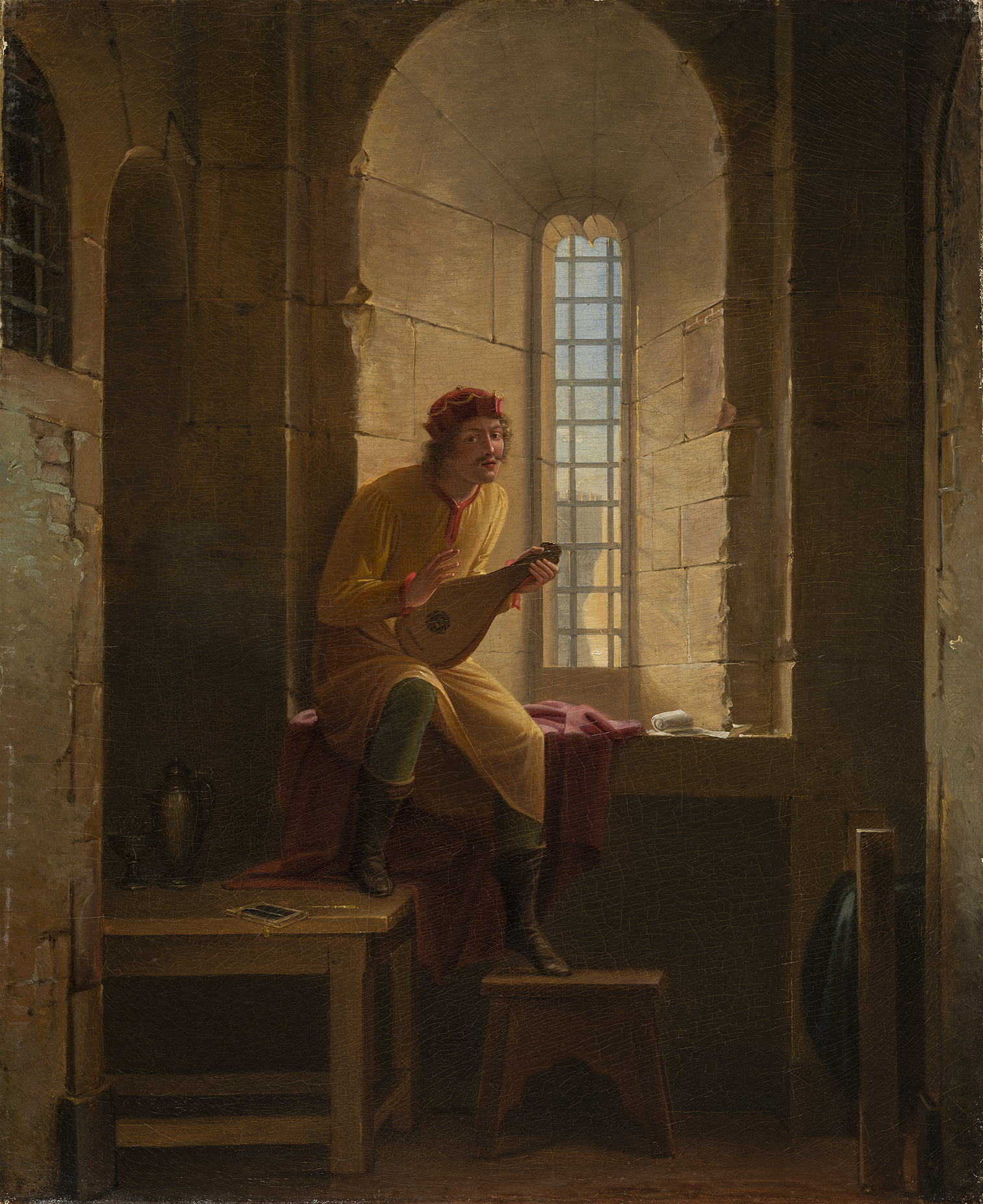
Jean-Antoine Laurent, Richard Cœur de Lion entendant chanter Blondel, vers 1822 (Stockholm, Nationalmuseum)

Ce sont surtout les chroniqueurs anglais qui firent passer l'idée que Richard avait subi l'humiliation du cachot : les chroniqueurs étrangers parlent plutôt d'un détenu traité noblement.
La description des dures conditions de détention du monarque est certainement exagérée, car le roi Richard était un otage trop précieux pour que l'empereur Henri VI puisse se permettre de le maltraiter : il ne représentait pas seulement l'espoir d'une forte rançon, mais aussi un otage contre les princes guelfes menés par Henri le Lion, le rival d'Henri VI. Henri le Lion avait toujours soutenu Richard contre l'empereur. Pour ne pas être livré à son pire ennemi, Philippe-Auguste, Richard employa ses talents de diplomate à réconcilier Henri VI et les princes rebelles d'Allemagne.
L’historien Theodor Toeche (1837-1919), s'appuyant sur les lettres de Richard et les récits de contemporains neutres, dresse le tableau suivant de la situation :
« Il avait la permission de se déplacer dans le pays à condition d'être accompagné de chevaliers teutoniques. Il avait tout loisir de s'entretenir avec les amis et compatriotes venus d'Angleterre pour l'encourager ou le conseiller. Il n'y a que la nuit qu'il devait rester seul. Et le roi ne perdit rien de sa bonne humeur ; ceux qui le voyaient le trouvaient joyeux et plein d'entrain. Ses principales distractions étaient le jeu, la lutte et les beuveries qu'il partageait avec ses gardes, et la retraite solitaire dans ses appartements. »
Le conte a fourni à Michel-Jean Sedaine le sujet de son opéra Richard Cœur-de-Lion, mis en musique par Grétry (1784), mais rien n'est moins authentique que le texte de ce livret.
La comédie musicale Blondel de Tim Rice et Stephen Oliver (1983) s'inspire d'assez loin du conte médiéval : le soin que le trouvère Blondel prend à libérer le roi Richard Cœur de Lion n'a pour but que de le faire connaître en tant que popstar.